# Complexe de lancement 14
Le complexe de lancement 14 (en anglais : Cape Canaveral Space Launch Complex 14), dit LC-14, est une aire de lancement située à la base de lancement de Cap Canaveral, en Floride, aux États-Unis.
Le LC-14 a été utilisé par la National Aeronautics and Space Administration (NASA) pour divers lancements de fusées Atlas avec ou sans équipage, y compris le vol Mercury-Atlas 6 (Friendship 7) à bord duquel John Glenn est devenu le premier Américain à orbiter autour de la Terre.
Elle est aujourd'hui désaffectée.

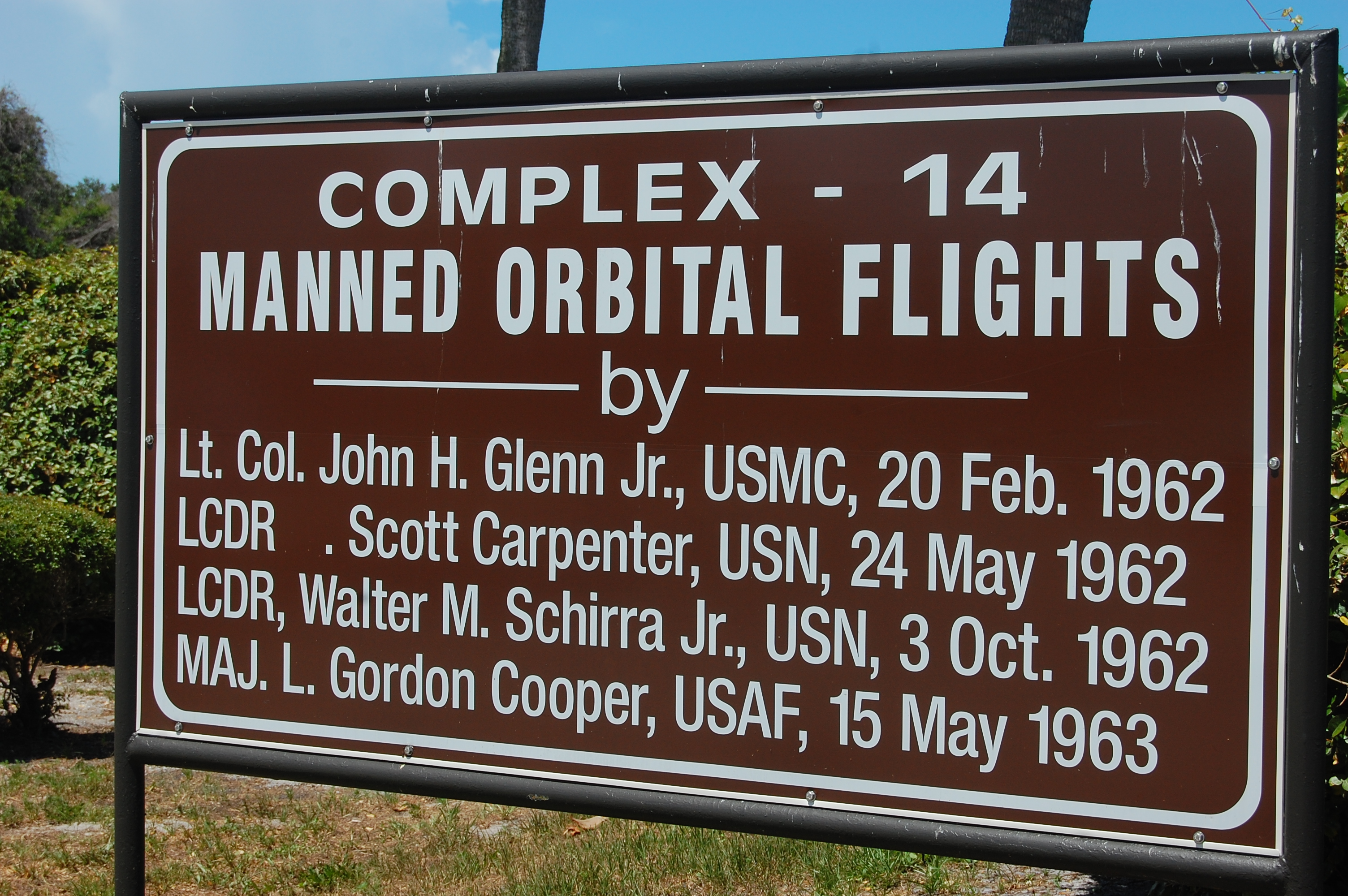
Plaque commémorative.
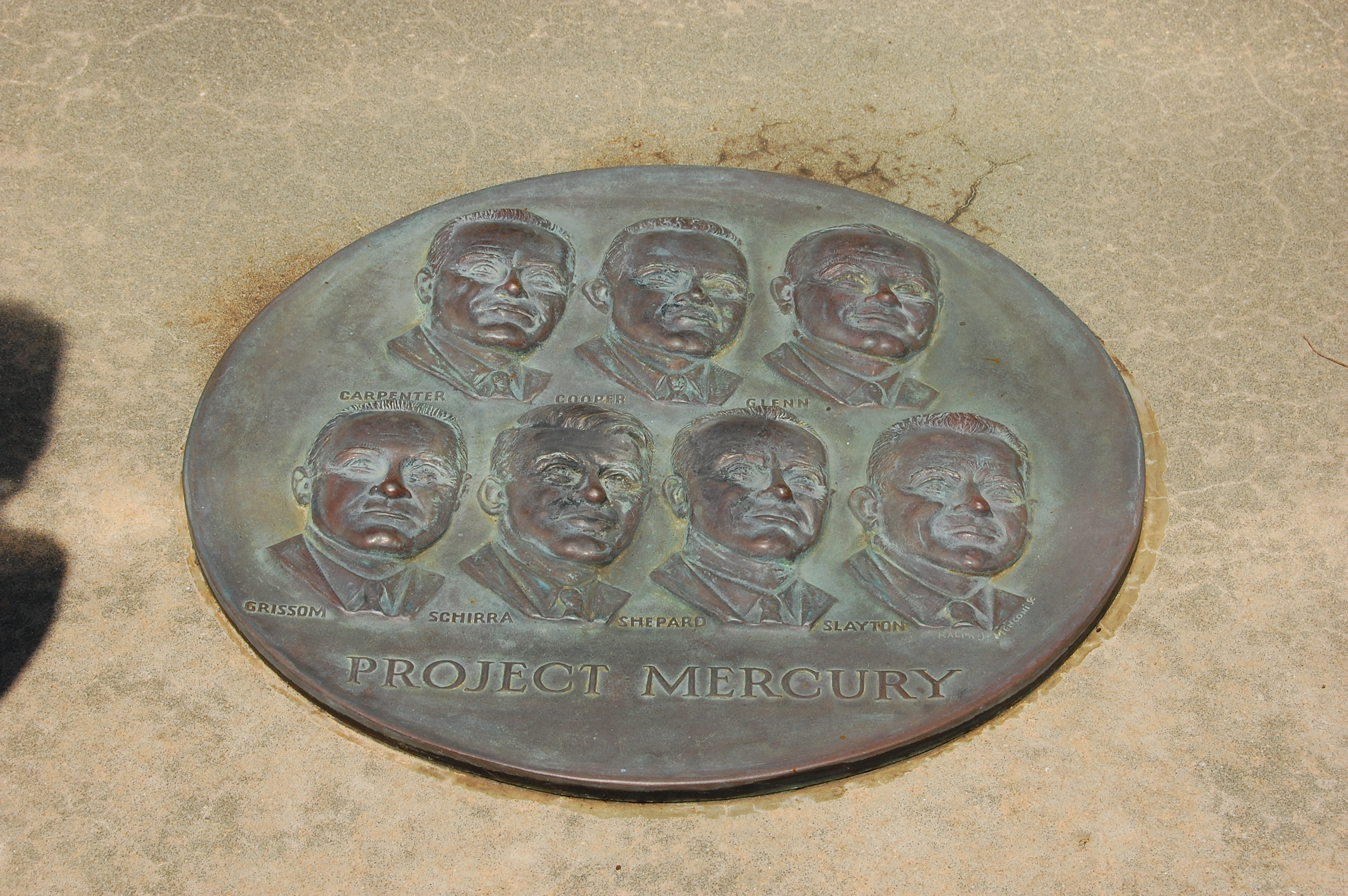
Autre plaque commémorative.
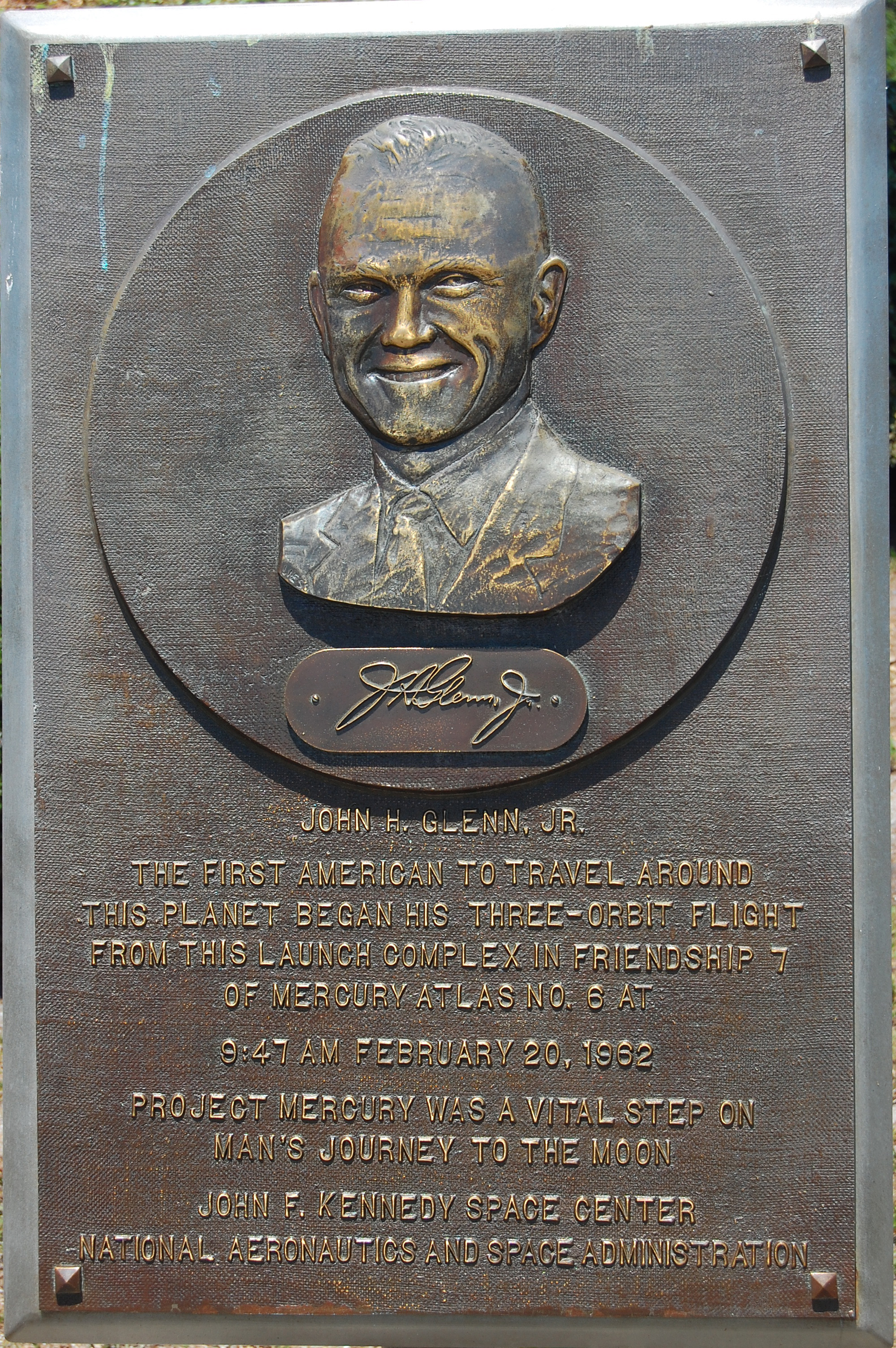
Autre plaque commémorative.
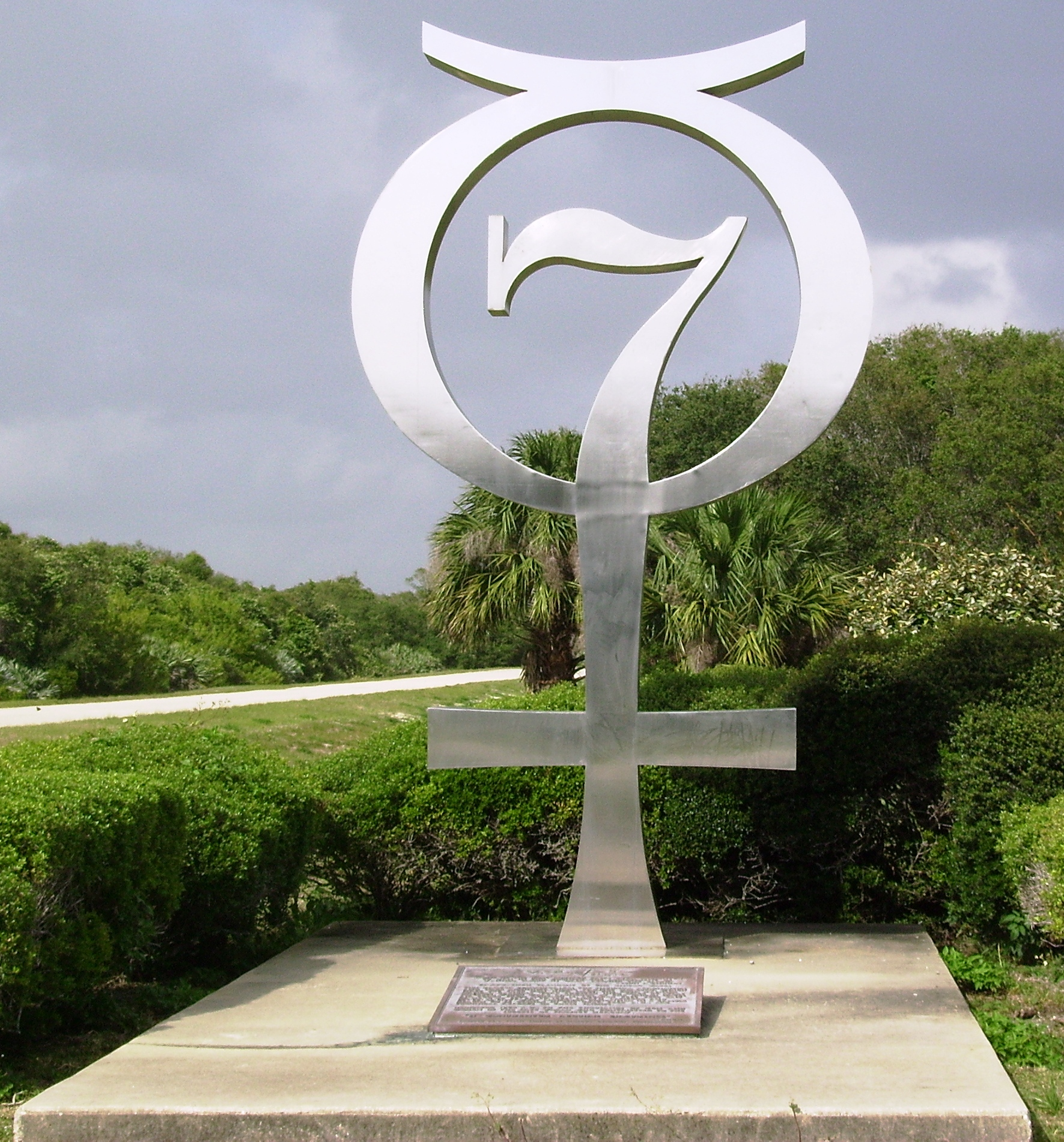
Le monument au programme Mercury près du LC-14.